# Lesław Ćmikiewicz
Lesław Ćmikiewicz (født 25. august 1948 i Wrocław) er en polsk tidligere fodboldspiller (midtbane) og -træner.

## Aktiv karriere

### Klubkarriere
Ćmikiewicz spillede på klubplan i hjemlandet hos henholdsvis Śląsk Wrocław og Legia Warszawa. Længst tid tilbragte han hos Legia, hvor han var tilknyttet i ni et halvt år.

### Landsholdskarriere
Ćmikiewicz spillede desuden 57 kampe for det polske landshold. Han var med i truppen til VM i 1974 i Vesttyskland, hvor polakkerne vandt bronze. Her spillede han seks af holdets syv kampe i turneringen, blandt andet bronzekampen mod Brasilien.
Han deltog for Polen ved to olympiske lege. Ved OL 1972 i München
vandt holdet først sin indledende pulje med tre sejre, hvorpå det i mellemrunden blev til sejr over Sovjetunionen og Marokko samt uafgjort 1-1 mod Danmark. Som vinder af puljen kom Polen derpå til at spille finale mod vinderen af den anden mellemrundegruppe, Ungarn, og her var Polen bagud 0-1 ved pausen. På to mål af Kazimierz Deyna i anden halvleg vendte holdet kampen og sikrede sig guldmedaljerne, mens Ungarn fik sølv og DDR og Sovjetunionen delte bronzen efter en kamp, der endte 1-1.
Ved OL i 1976 i Montreal var fodboldturneringen ramt af flere afbud. Således bestod Polens indledende pulje kun af tre hold, og Polen vandt puljen med en sejr og en uafgjort. Ved dette OL gik de to bedste hold fra hver pulje videre til kvartfinaler, og her vandt Polen med 5-0 over Nordkorea. Med sejr på 2-0 i semifinalen over Brasilien var holdet klar til finalen mod DDR, som vandt 3-1, så denne gang blev det til OL-sølv til Polen og Deyna, mens Sovjetunionen vandt bronze med sejr over Brasilien.

## Trænerkarriere
Ćmikiewicz fungerede efter sit karrierestop i en årrække som træner, blandt andet for Górnik Zabrze og Polens landshold.